# Новая Ушица (Житомирская область)
Но́вая У́шица (укр. Нова Ушиця) — посёлок  в Коростенский район Житомирской области Украины.  Стоит на реке Бедрийка.
Население по переписи 2001 года составляло 145 человек. Почтовый индекс — 11562. Телефонный код — 4142. Код КОАТУУ — 1822380808.
20 февраля 2005 года Ушиця переименована на Новая Ушица, Поставновлением Верховного совета Украины №2373-IV.

## Местный совет
11562, Житомирська обл., Коростеньський р-н, с.Бондарівка, вул.Леніна, 50;
тел. 9-95-42  (укр.)